# Doʻstlik
Doʻstlik (uzb. cyr.: Дўстлик; ros.: Дустлик, Dustlik) – miasto we wschodnim Uzbekistanie, w wilajecie dżyzackim, siedziba administracyjna tumanu Doʻstlik. W 1989 roku liczyło ok. 11,9 tys. mieszkańców. Ośrodek przemysłu włókienniczego.
Miejscowość otrzymała prawa miejskie w 1983 roku.